# Jezioro Renickie
Jezioro Renickie (niem. Rehnitzer Klietz See) – jezioro rynnowe w Polsce, położone w województwie zachodniopomorskim, w powiecie myśliborskim, w gminie Myślibórz.
Akwen leży na Pojezierzu Myśliborskim. Od północy przylega do miejscowości Renice. Posiada charakterystyczny kształt jeziora rynnowego.